# Zarangollo
El zarangollo es un plato típico de productos de huerta (en su caso murciana), consiste en un revuelto de huevo elaborado con tomate, calabacín, cebolla y, de vez en cuando, patata. Se suele servir a temperatura templada o caliente. No debe confundirse por similitud fonética con el zorongollo extremeño.

## Características
Todos los ingredientes necesarios para su preparación forman parte de la variedad de productos vegetales de huerta. A veces se adereza con hierbas aromáticas (orégano) y especias (pimienta). Es muy frecuente verlo servido como tapa en los bares de Murcia. Dependiendo de los autores el huevo puede no aparecer en la receta.

## Variaciones principales
Tradicionalmente el zarangollo no lleva patata, pero se le empezó a incorporar esta última en ausencia de calabacín, por lo que hoy en día es normal encontrarlo preparado con ambos ingredientes simultáneamente.

## Pisto de calabacín
El pisto de calabacín es una receta manchega y murciana, esta última derivada del zarangollo, al que se agrega calabacín, pimiento, tomate o incluso calabaza.

## Servir
El zarangollo no se toma como plato principal, puede ser un aperitivo (tapa) muy frecuente en los bares acompañado de vino, o ser servido de acompañamiento de otros platos (por regla general caliente) como de diferentes platos de pescado. También se acostumbra a servirlo frío, acompañado de un poco de pan.